# Burg der Grafen von Benavente

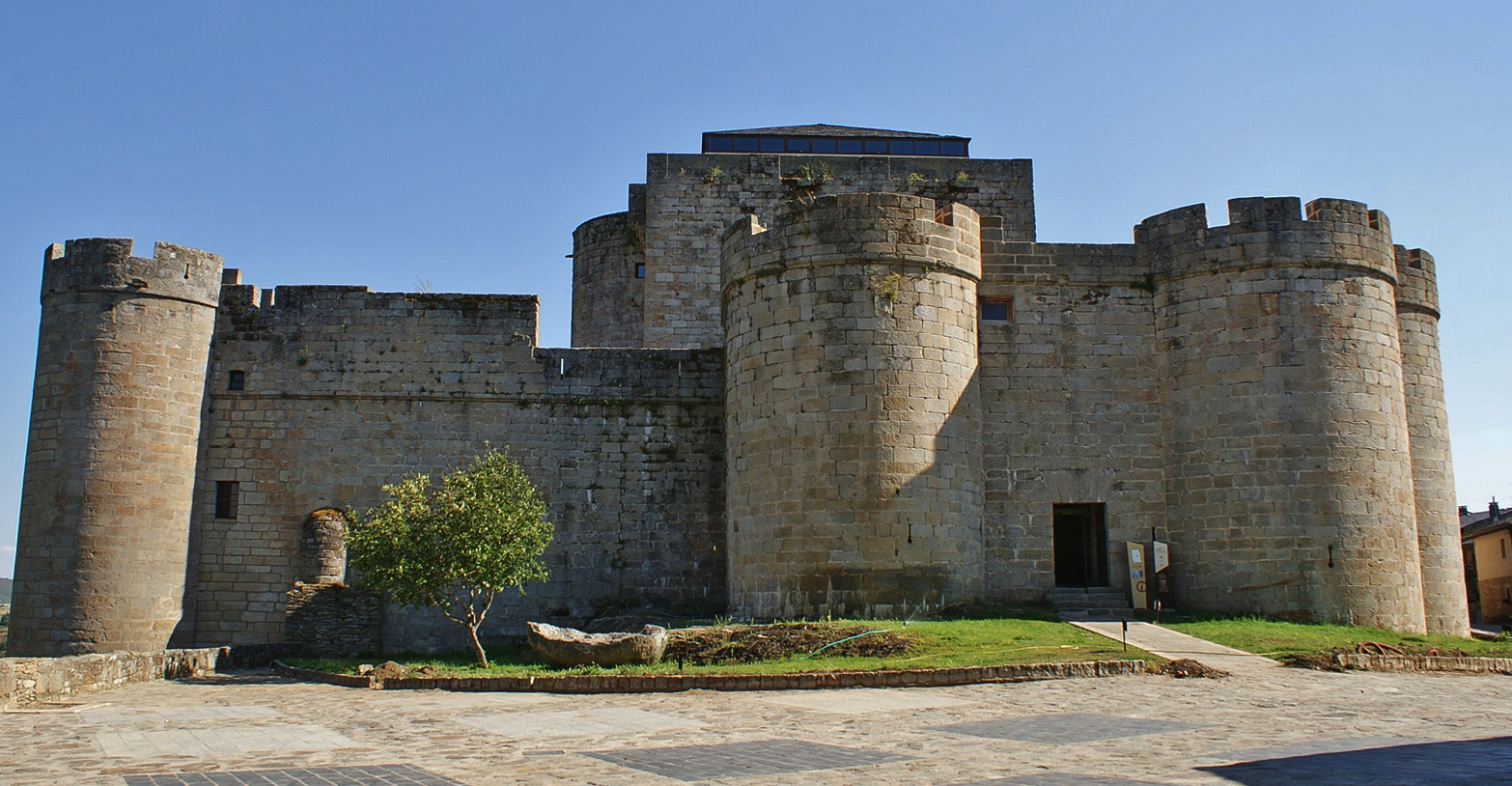
Burg der Grafen von Benavente (von Südosten)

Die Burg der Grafen von Benavente (spanisch: Castillo de los Condes de Benavente) in der Kleinstadt Puebla de Sanabria im Nordwesten der Provinz Zamora (Region Kastilien-León) zählt zu den besterhaltenen Burgen (castillos) des 15. Jahrhunderts in Spanien.

## Lage
Die Burg der Grafen von Benavente befindet sich auf einer etwa 50 Meter hohen und strategisch gut zu verteidigenden Anhöhe oberhalb des Río Castro, der – zusammen mit dem Río Tera – den etwa 940 bis 960 Meter ü. d. M. gelegenen Ort Puebla de Sanabria auf drei Seiten umschließt. Ort und Burg sind nur etwa 15 Kilometer (Luftlinie) von der Grenze zum Norden Portugals entfernt.

## Geschichte
Der Ort war bereits in westgotischer Zeit als Münzprägestätte bekannt, doch gibt es keinerlei Informationen über die Existenz einer Wehranlage (castrum). Nachdem Portugal unter den Burgunderherrschern im 11. und 12. Jahrhundert seine Unabhängigkeit vom Königreich León durchsetzen konnte, sahen sich dessen Herrscher – nach mehreren Auseinandersetzungen, die im Jahre 1297 durch den Vertrag von Alcañices mit der darin enthaltenen Festlegung der noch heute gültigen Festlegung der Grenze zwischen beiden Ländern beigelegt wurden – genötigt, die Grenze zu sichern, was meist durch Burganlagen im nahegelegenen Hinterland geschah (vgl. auch Sobradillo und San Felices de los Gallegos). Nachdem im 15. Jahrhundert zwischen den in der Region herrschenden Adelsfamilien der Pimentel und Losada erneut Konflikte entbrannt waren, entschloss sich Alonso Pimentel y Enríquez, der dritte Graf von Benavente, in der Mitte des Jahrhunderts an der Stelle einer Vorgängerfestung eine neue Burg zu errichten. Auf dem Hintergrund von Querelen mit dem Magistrat der Stadt zogen sich die Bauarbeiten bis ins 16. Jahrhundert hin, als sein Sohn Rodrigo Alonso Pimentel das Bauwerk vollenden konnte.
Im Restaurationskrieg (1640–1668) nach Auflösung der Personalunion Portugals mit Spanien wurde Anlage beschädigt; ein ähnliches Schicksal erlitt sie im Spanischen Unabhängigkeitskrieg zu Beginn des 19. Jahrhunderts, als sich zunächst spanische, später dann auch französische Truppen in der Burg einquartierten. Danach stand die Burg bis zu ihrer Abtretung an die Gemeinde im Jahr 1895 leer; diese nutzte sie als Gefängnis, als Strohlager und als Hühnerstall. Erst gegen Ende des 20. Jahrhunderts wurde mit umfangreichen Erhaltungs- und Restaurierungsmaßnahmen begonnen. Die heutige Nutzung umfasst die städtische Bibliothek, einen Ausstellungssaal und ein Informationszentrum zum Schwerpunktthema ‚Festungsbauten‘.

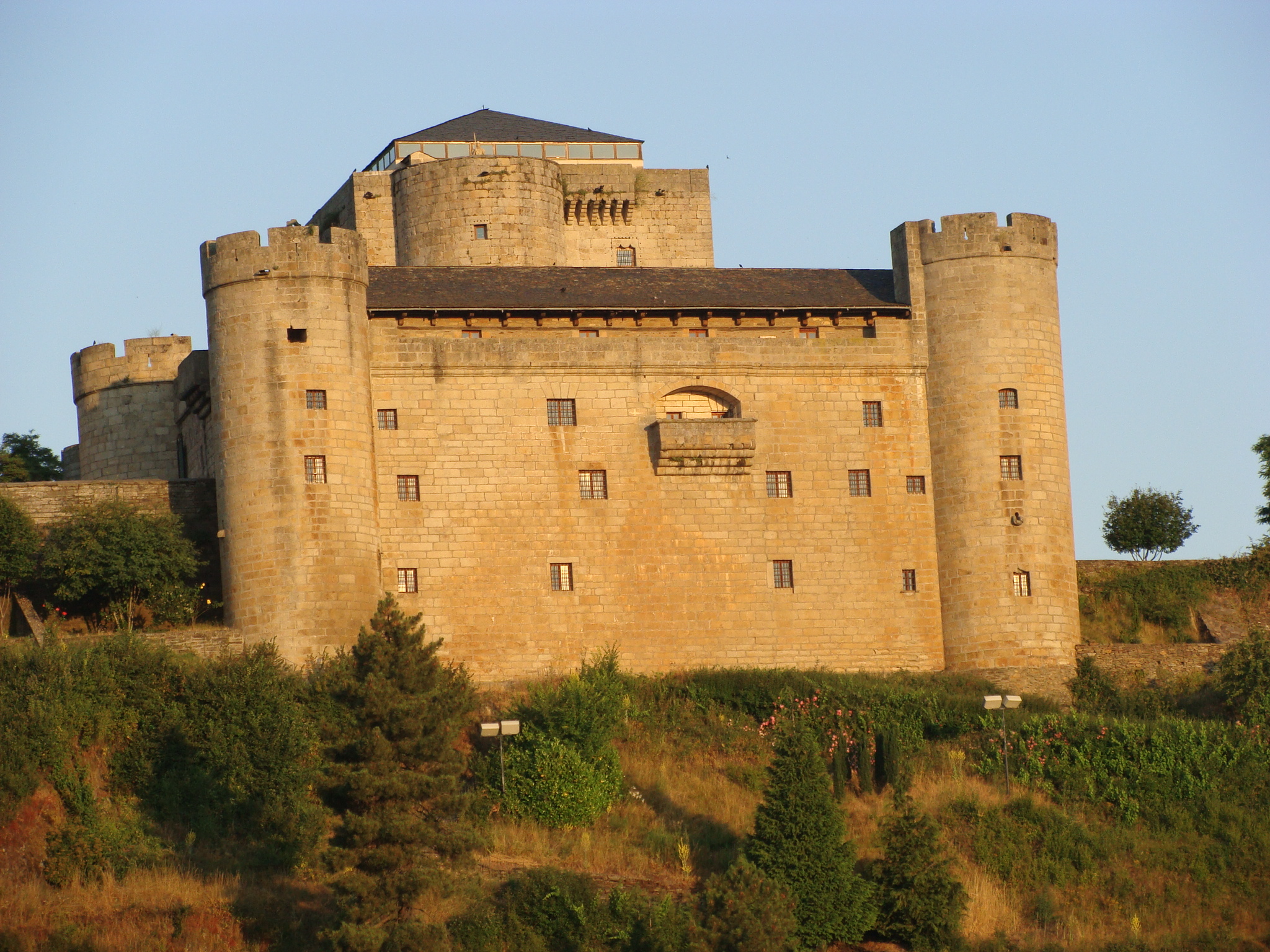
Burg der Grafen von Benavente (von Südwesten)

## Architektur
Die sehr einheitlich gestalteten und mit exakt behauenen Steinen verkleideten Mauern der Burganlage umschließen zwei Teile – den von vier mächtigen halbrund vorspringenden Türmen eingefassten Waffenhof (patio de armas) mit dem quadratischen Bergfried (torre de homenaje), auch El Macho genannt, und einen von zwei schlankeren halbrunden Ecktürmen eingefassten und geringfügig tiefer liegenden offenen Hofbereich. Alle Türme mit Ausnahme des von einem halbrund vorspringenden Treppenturm begleiteten Bergfrieds enden in Plattformen mit Zinnenkränzen. An die Südwand der Außenmauern wurden im Innern Häuser (Casa de Gobernador) angebaut, die jedoch erst aus dem 18./19. Jahrhundert stammen und hauptsächlich von den nachträglich in die Kurtinen eingefügten Fenstern belichtet werden. Im Zuge der Restaurierung erhielt der Bergfried ein modernes abgeflachtes Pyramidendach aus Stahl und Glas.